# Bogumil Vošnjak
Bogumil Vošnjak (tudi Bogomil Vošnjak), slovenski pravnik, politik in diplomat, * 9. september 1882, Celje, † 18. junij 1959, Washington, ZDA.
Med prvo svetovno vojno je bil član Jugoslovanskega odbora, ki je seznanjal antanto s slovenskim vprašanjem. Bil je edini Slovenec, ki je sodeloval pri krfski deklaraciji, bil pa je tudi generalni sekretar jugoslovanske delegacije na pariški mirovni konferenci. Med letoma 1921 in 1923 je bil veleposlanik v Pragi.
Odločno je nasprotoval federalizmu in pokrajinski avtonomiji.

## Dela
- Vošnjak, Bogumil. Zapiski mladega potnika. Gorica, 1903.
- -. Na razsvitu : Ruske študije. Ljubljana, 1906.
- -. Ustava in uprava Ilirskih dežel : (1809-1813) : prispevki k nauku o recepciji javnega prava prvega francoskega cesarstva. Ljubljana, 1910.
- -. La Question de Trieste. Geneva, 1915.
- -. Yugoslav Nationalism. London, 1916.
- -. A Bulwark against Germany : The Fight of the Slovenes, the Western Branch of the Jugoslavs, for National Existence. London, 1917.
- -. A chapter of the Old Slovenian Democracy. London, 1917.
- -. L'administration française dans les pays yougoslaves (1809-1813). Paris, 1917.
- -. A Dying Empire: Central Europe, Pan-Germanism, and the Downfall of Austria-Hungary. London, 1918.
- -. Les origines du Royaume des Serbes, Croates et Slovènes. Paris, 1919.
- -. La question de L' Adriatique : le comté de Goritz et de Gradisca. Paris, 1919.
- -. U borbi za ujedinjenu narodnu državu : utisci i opažanja iz dobe svetskog rata i stvaranja naše države. Ljubljana [etc.], 1928.
- -. Pobeda Jugoslavije : Nacionalne misli i predlozi. Beograd, 1929.
- -. Tri Jugoslavije. Ljubljana, 1939.
- -. Jugoslovenski odbor : (povodom 25-godišnjice osnivanja) : (1915-1918). Beograd, 1940.
- -. Dnevnik iz prve svetovne vojne, ur. Vladimir Kološa. Ljubljana, 1994.